# Haimbachia unipunctalis
Haimbachia unipunctalis là một loài bướm đêm trong họ Crambidae.